# Ignacy Winiarz

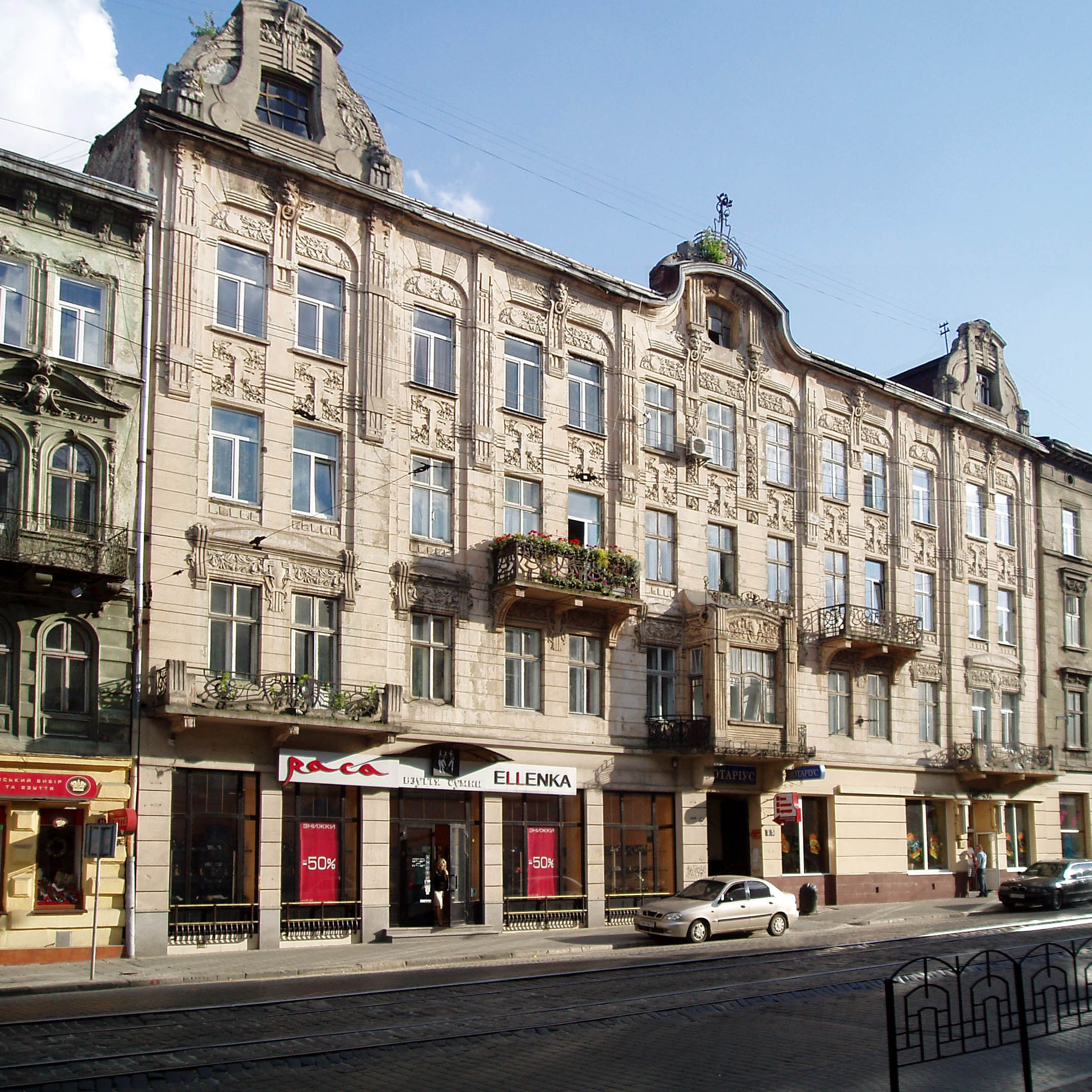
Kamienica przy ulicy Gródeckiej 45/47

Ignacy Winiarz (1850 – 11 maja 1914, Brzuchowice) – polski architekt.

## Życiorys
Twórczością związany był ze Lwowem, jego projekty powstawały w stylu klasycyzmu oraz wczesnych form modernizmu. Wyjątkiem była secesyjna kamienica Jonasa Sprechera przy ulicy Gródeckiej.

## Dorobek architektoniczny
- Kamienica przy ulicy Stepana Bandery 59-61 (Leona Sapiehy), współautor Kaspar Julian Draniewicz (1906);
- Kamienica przemysłowca Jonasa Sprechera przy ulicy Gródeckiej 45/47, w oficynie znajdowała się do 1939 synagoga (1907);
- Założenie willowe przy ulicy Josyfa Slypego 8a (Stanisława Sobińskiego);
- Kamienica przy ulicy Iwana Franki 2-4 (marsz. Józefa Piłsudskiego).